# Guadalupe, Cuautlancingo
Guadalupe är en ort i Mexiko.   Den ligger i kommunen Cuautlancingo och delstaten Puebla, i den sydöstra delen av landet, 100 km öster om huvudstaden Mexico City. Guadalupe ligger 2 186 meter över havet och antalet invånare är 279.
Terrängen runt Guadalupe är platt åt sydväst, men åt nordost är den kuperad. Runt Guadalupe är det mycket tätbefolkat, med 2 614 invånare per kvadratkilometer. Närmaste större samhälle är Puebla de Zaragoza, 12,8 km söder om Guadalupe. Runt Guadalupe är det i huvudsak tätbebyggt.